# Michalovice (Petrovice I)
²
Michalovice (německy Michalowitz) je malá vesnice, část obce Petrovice I v okrese Kutná Hora. Nachází se asi 2,5 kilometru jižně od Petrovic. Nedaleko pramení Michalovický potok.
Michalovice je také název katastrálního území o rozloze 3,33 km².

## Historie
První písemná zmínka o vesnici pochází z roku 1352.

## Pamětihodnosti
- Kostel svatého Matěje

## Fotogalerie

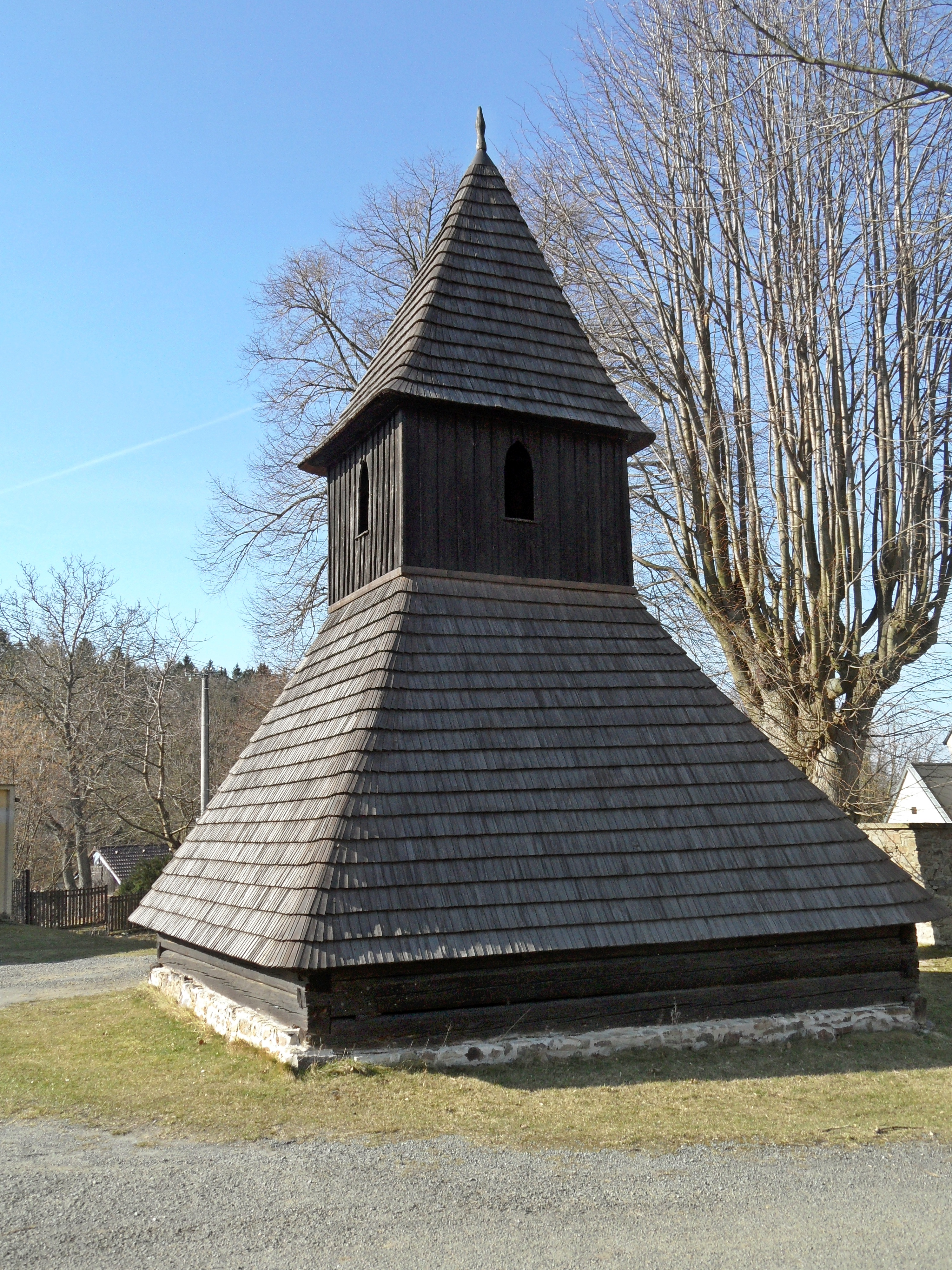
Zvonice u kostela
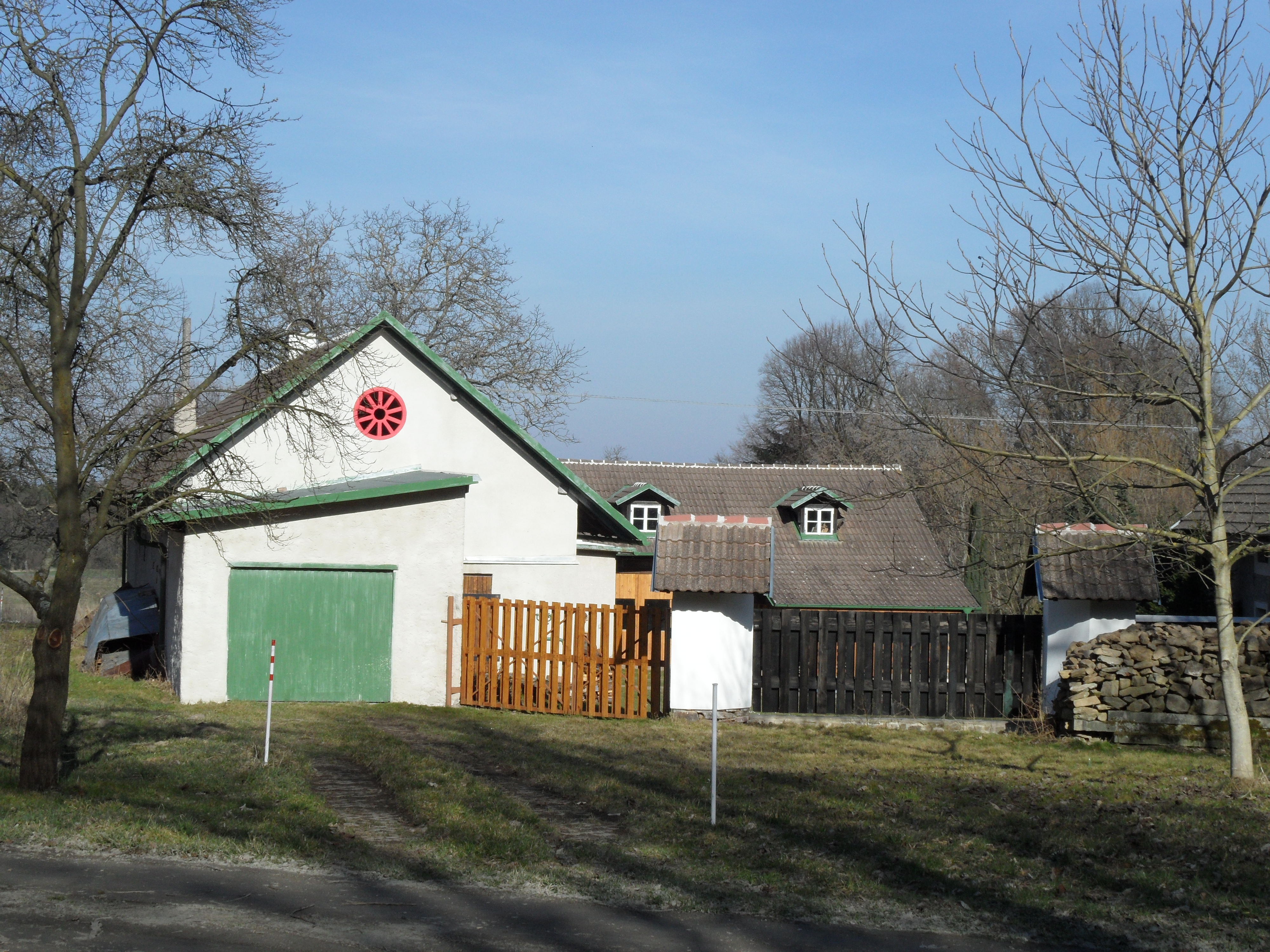
Venkovský dům
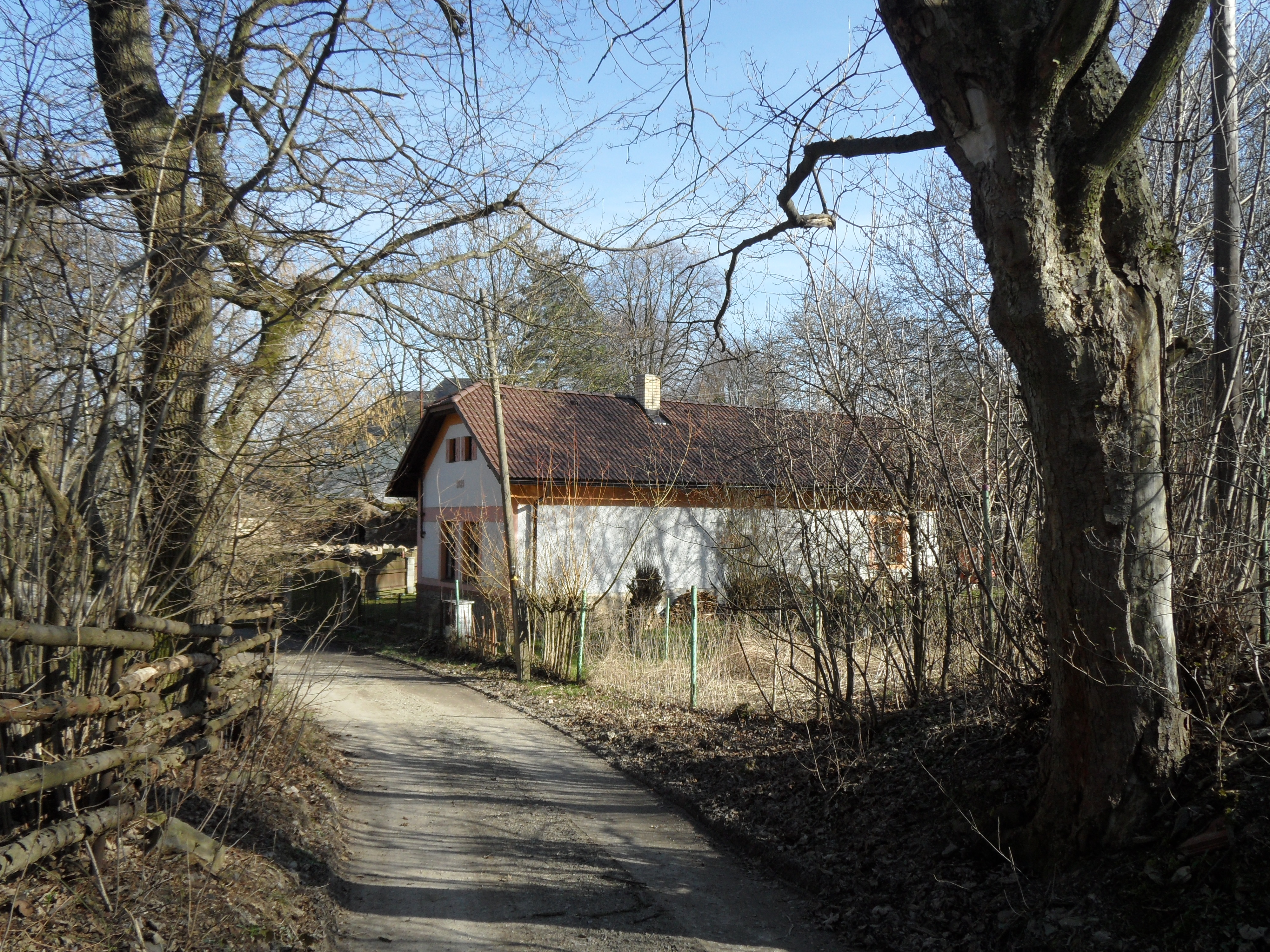
Dům u cesty
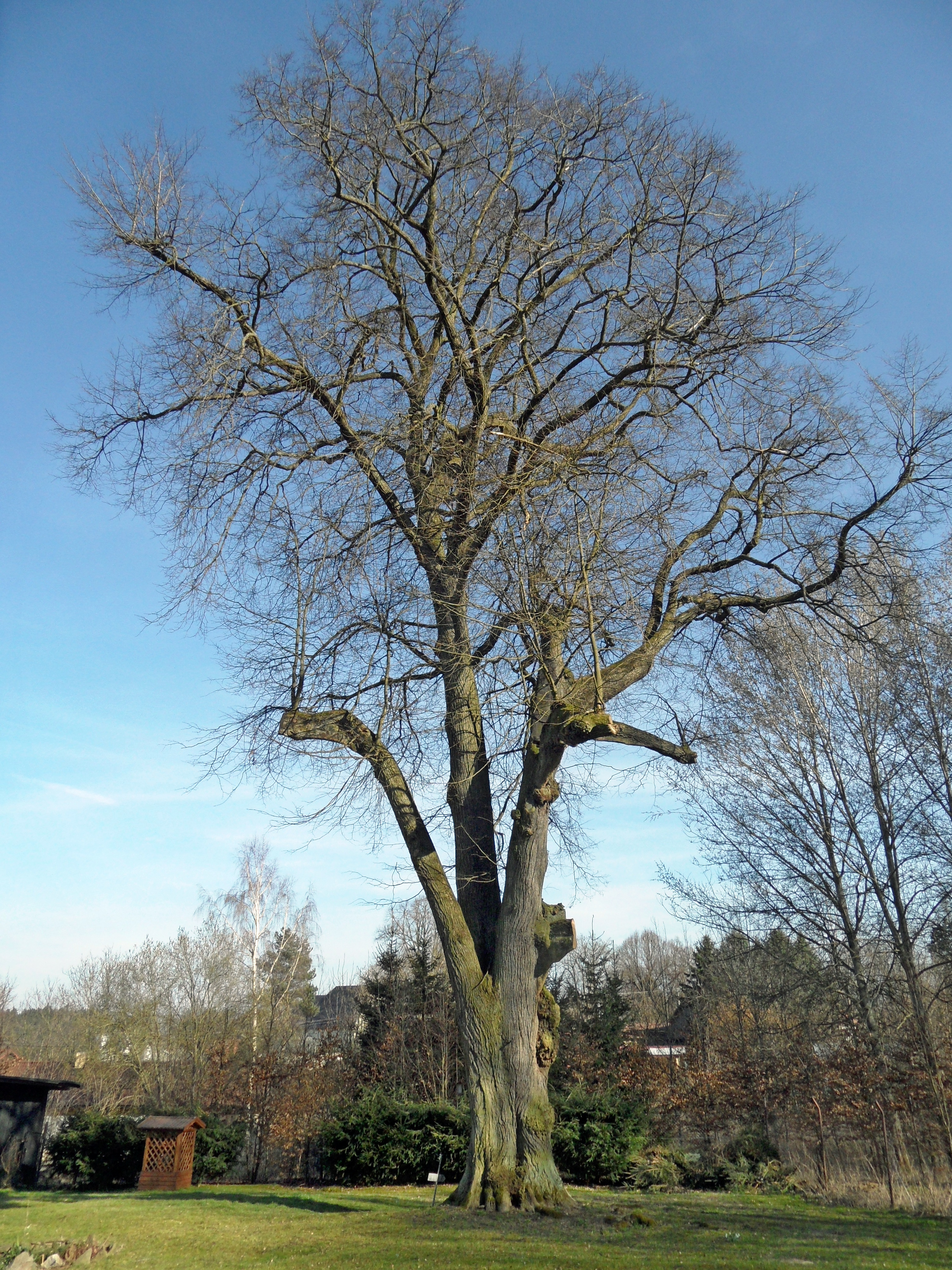
Památný strom lípa malolistá